# Forțele armate ale Italiei
Forțele armate ale Italiei (Forze armate Italiane) sunt formate din patru categorii: Esercito Italiano (Armata), Marina Militară (Marina), Forțele Aeriene Italiene (Forțele Aeriene), Carabinieri (Gendarmerie). Ele sunt sub comanda Consiliul Suprem de Apărare, condus de Președintele Italiei. Personalul activ este format din 165.500 de persoane.